# Vinea Domini

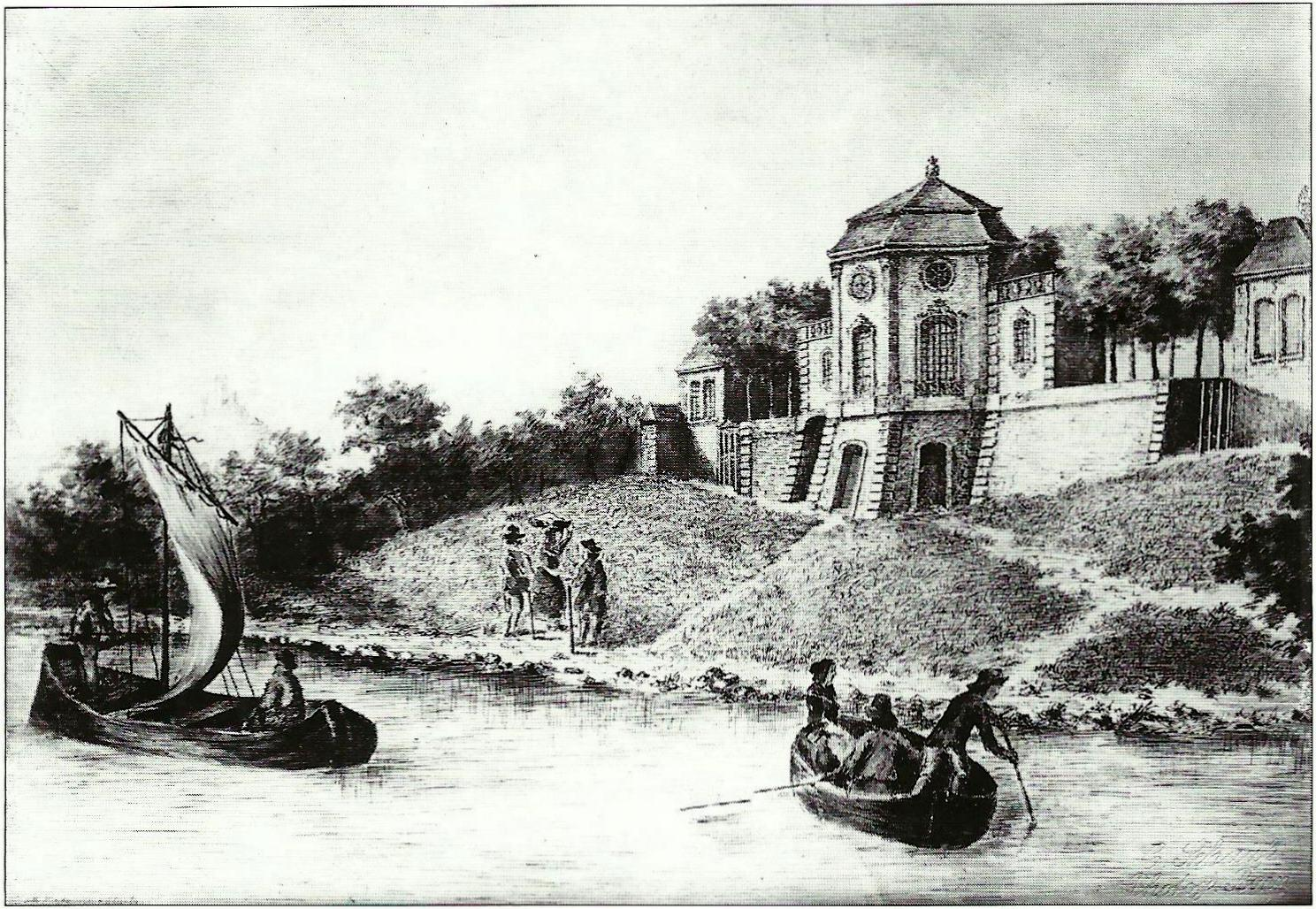
Vinea Domini, Zeichnung (um 1800)

Die Vinea Domini (lateinisch für „Weinberg des Herren“) war ein in den 1720er-Jahren errichtetes barockes Lustschlösschen (französisch maison de plaisance) in einem neuangelegten Weinbaugebiet am Bonner Rheinufer, zwischen dem Alten Zoll und der Zweiten Fährgasse.

## Geschichte

### Städtebaulicher und architekturgeschichtlicher Hintergrund
Der französische Sonnenkönig setzte Ende des 17. Jahrhunderts mit seinem Schloss Versailles einen Höhepunkt in der klassizistisch-barocken Schlossbaukunst. Ihm folgend, begannen die europäischen Herrscherhäuser nun ebenso, prunkvolle Barockschlösser zu bauen.
Auch Kurfürsten wie Clemens August von Köln errichteten neue Residenzen: in Bonn mit dem prunkvollen Ensemble Kurfürstlichen Schloss, Poppelsdorfer Schloss, dem Jagdschloss Herzogsfreude und dem Achteck-Solitär-„Aussichtspunkt“ (point de vue) Vinea Domini. 1745 wurde das Kurfürstliche Schloss durch eine Galerie in Richtung Rhein verlängert. In diesem Anbau gibt es zwei Tore: das Stockentor und das Koblenzer Tor, durch das fluchtgerade die seinerzeitige Staatsstraße von Kurköln nach Kurmainz verlief (heute Adenauerallee als Teil der Bundesstraße 9).

### Vinea Domini
Die Vinea Domini wurde bereits 1721/22 unter Kurfürst Joseph Clemens nach einem Entwurf des französischen Architekten Guillaume d’Hauberat im Rohbau fertiggestellt. Nach dem Tod Clemens’ ging das Schloss in den Besitz der Erzbruderschaft St. Michael über, die es 1725 dem nachfolgenden Kurfürsten Clemens August als Veranstaltungsort gegen einen jährlichen Zins abtrat. 1728 vollendete der Einbau eines von Johann Conrad Schlaun entworfenen versenkbaren Tisches die Vinea Domini. Ihre Umgebung wurde vermutlich erst in den 1740er-Jahren zu ihrer endgültigen Form umgestaltet. Das Schloss entstand an einem Punkt, der nach Vorbild der seinerzeit angewandten strengen Symmetrie der Baukörper mit zentralen Aug- und Fluchtpunkten, vom Marktplatz aus seitlich vorbei am 1738 vom Kurfürsten erbauten barocken Rathaus, die Stockenstraße entlang gefluchtet, durch das Stockentor, dann in Verlängerung – unter Beibehaltung des Winkels – durch den Hofgarten, bis zum Schnittpunkt mit dem Rhein lag. Die Vinea Domini hatte innerhalb der barocken Stadt die Funktion als erster und zum Kurfürstlichen Schloss einleitender Blickpunkt für auf dem Rhein stromabwärts Reisende. Vom Alten Zoll bis zur Zweiten Fährgasse wurde gärtnerisch eine Rebenlandschaft angelegt: „Der Weinberg des Herrn“ und in der Mitte platziert das kleine Gebäude. Auf diese Weise war das biblische Gleichnis von den Arbeitern im Weinberg (Matthäus 20) umgesetzt worden, nach dem der Herr die Arbeiter vom Marktplatz zur Arbeit in den Weinberg holt.
Das Gebäude war ein zentrischer, achteckiger Solitär, der sich von einem links und rechts langgestreckten, rheinparallelen Sockelgeschoss erhob. In der Mitte des Polygon war ein Speiseraum mit einem „Tischlein deck dich“. An dem versenkbaren Rundtisch versammelten sich – auf Einladung des Kurfürsten –, bei festlichen Empfängen größere Gesellschaften von Honoratioren, Adeligen und Klerus, um bei den Gelagen die Aussichten auf den Rhein, das Siebengebirge, die Godesburg, den Venusberg, den Kreuzberg, das Poppelsdorfer Schloss und das Residenzschloss zu genießen.

„Godesberg 16. Juli 1793. Gestern Nachmittag drei Uhr fuhren wir von hier ab, und nach vor ein Viertel vor vier waren wir schon an dem Schlößgen Vinea Domini, das nur einen Flintenschuss von der Stadt abliegt und seinen Namen von einem dabei liegenden schönen Weinberg hat. Wir besahen dieses kleine Feenschlößgen, das ganz niedlich ist. Es ist ein Acht-Eck, hat in der Mitte einen geräumigen Saal, in dessen Fussboden ein runder Tisch versteckt ist, der durch Winden in die Küche herabgelassen und bestellt, ohne die Speisenden zu geniren, wieder heraufgebracht werden kann. Zwei kleine Nebengebäude für Officianten und Aufseher sind dabei, rundum ist alles mit Kastanienbäumen, um Schatten zu haben und an der Vorderseite hat man eine schöne Aussicht auf den vorbeifliessenden Rhein…“

Im Zuge der Säkularisation auf dem Linken Rheinufer 1802 fiel die Vinea Domini an den französischen Staat, der sie bereits 1803/04 verkaufte. Anschließend diente sie als Wirtshaus einer Weinwirtschaft und als Wohnung. Im November 1813 überfielen Kosaken das Schlösschen. In preußischer Zeit (ab 1815) existierte die Vinea Domini weiter als Ausflugslokal und Sehenswürdigkeit. Touristen und Rheinromantiker schwärmten von dem feudalen Kleinod: „Café Lord´s Vineyard“. Nachdem der Weinbau sich aus den rheinnahen Gebieten, darunter der Vinea Domini, in die Hanglagen zurückgezogen hatte – wie unter anderem aus einer Statistik des Jahres 1843 hervorgeht – war die Anlage heruntergewirtschaftet und galt den systemkritischen Studenten (meist Schülern Friedrich Christoph Dahlmanns) als ein Relikt aus absolutistischer Feudalzeit. Das Schloss überlebte daher nicht mehr die Ereignisse des Vormärz (vor 1848).

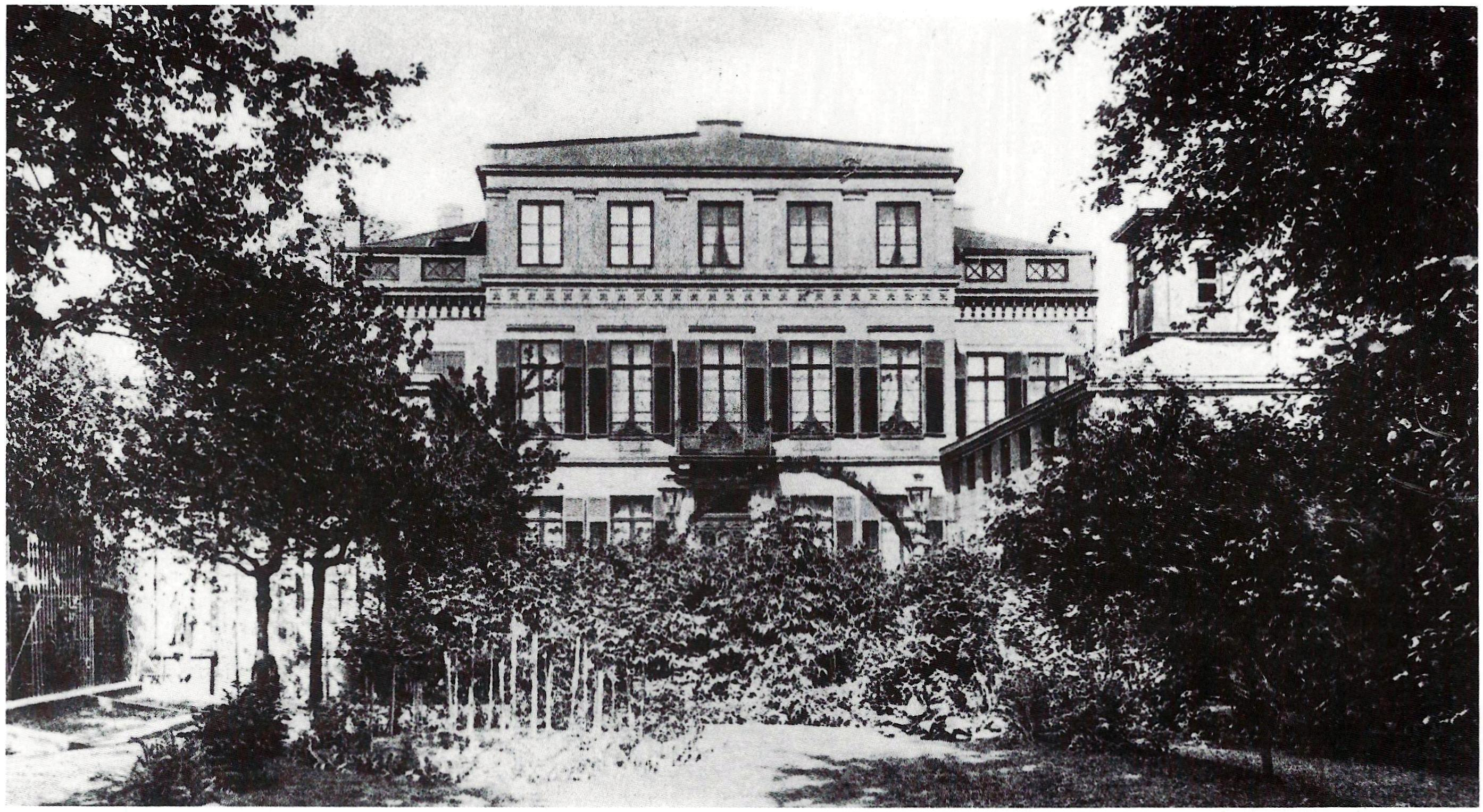
Villa Frank, rechts der Turm der ehemaligen Vinea Domini (vor 1907)

Die Stadt Bonn hatte einen Bebauungsplan aufgelegt, um die Rheinuferzone zu erschließen und zu parzellieren. Die Universität wuchs und mit ihr die Nachfrage nach Bauland für das akademische Personal. Auch wohlhabende Bürger, Privatiers und Adel ließen sich hier in neuerbauten Villen nieder. Die Ruine der Vinea Domini und die angrenzenden Parzellen wurden verkauft, der Mittel- und der südliche Seitenbau gingen 1836 in einer Villa des Freiherrn von Lorch – der „Villa Vinea Domini“ (Coblenzerstraße 43) – auf:25, der nördliche Turm (Pavillon) wurde umgebaut und diente als Gartensaal des Wohnhauses des Landrats von Sandt (Coblenzerstraße 41). Der Eigentümer von Lorch ließ die Villa nach Plänen des Kölner Dombaumeisters Ernst Friedrich Zwirner umbauen und aufstocken.:190 Die Fürstin Elisabeth zu Wied war eine der ersten Gäste, die drei Jahre (1850–1853) in dem Anwesen wohnte. Anschließend war es Wohnsitz des von 1855 bis 1858 als Professor an der Bonner Universität tätigen Naturforschers Hermann von Helmholtz. 1868 wurde die Villa an den Tuchhändler Siegfried Adolph Liebert verkauft. Einer seiner sechs Söhne, der Maler Edwin Mackinnon Liebert, verbrachte seine Jugend hier. Nach den verschiedentlichen Umbauten war von dem ehemaligen Weingartenschlösschen Ende des 19. Jahrhunderts nur noch das Gewölbe im Sockelgeschoss erhalten.

### Nach 1945

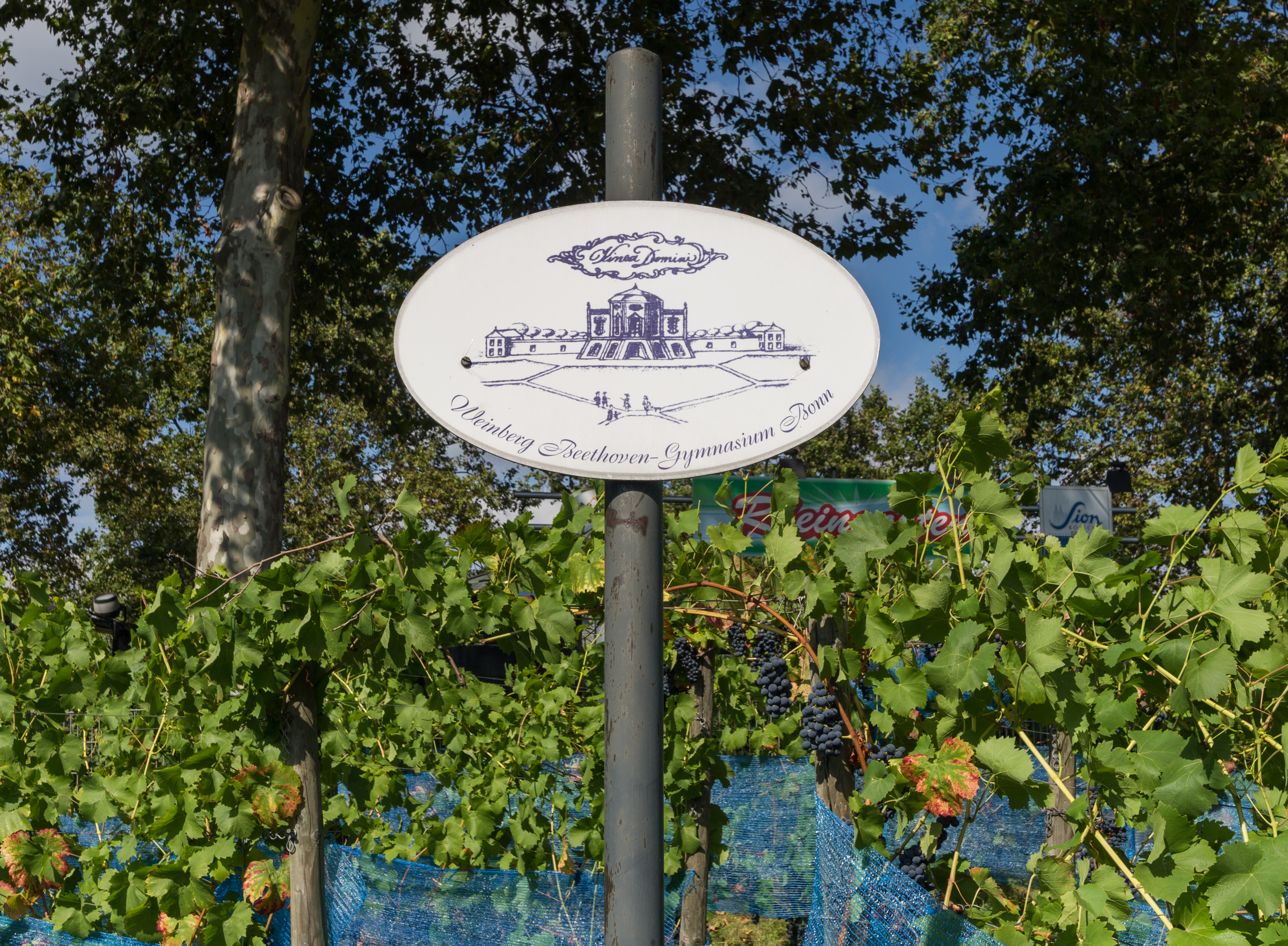
Weinberg des Beethovengymnasiums Bonn in der Rheinaue (2013)

Die Villa Vinea Domini wurde Opfer der Bombenangriffe gegen Ende des Zweiten Weltkrieges und blieb Teil der Trümmerlandschaft am Bonner Rheinufer. Das erhalten gebliebene Gewölbe im Sockelgeschoss wurde 1951 abgebrochen. 1952 kaufte das Land Nordrhein-Westfalen das Gelände, um 1955 auf dem südlichen Teil den Erweiterungsneubau (Rheinflügel mit Pausenhalle) für das staatliche Beethoven-Gymnasium zu eröffnen und 1960 nördlich, daran anschließend, die Universitäts- und Landesbibliothek Bonn anzubauen. Seit 1983 gibt es einen Verein von Lehrern und Schülern des Beethoven-Gymnasiums, „Vinea Domini Archigymnasii Bonnensis“, der in der Rheinaue einen Weinberg bestellt.